# 5e cérémonie des North Texas Film Critics Association Awards
La 5e cérémonie des North Texas Film Critics Association Awards (NTFCA Awards), a eu lieu le 11 janvier 2010, et a récompensé les films réalisés l'année précédente.

## Palmarès

### Meilleur film
- In the Air (Up in the Air)

### Meilleur réalisateur
- Kathryn Bigelow pour Démineurs (The Hurt Locker)

### Meilleur acteur
- George Clooney pour le rôle de Ryan Bingham dans In the Air (Up in the Air)

### Meilleure actrice
- Meryl Streep pour le rôle de Julia Child dans Julie et Julia (Julie and Julia)

### Meilleur acteur dans un second rôle
- Christoph Waltz pour le rôle du colonel Hans Landa dans Inglourious Basterds

### Meilleure actrice dans un second rôle
- Anna Kendrick pour le rôle de Natalie Keener dans In the Air (Up in the Air)

### Meilleure photographie
- Avatar – Mauro Fiore

### Meilleur film d'animation
- Là-haut (Up)

### Meilleur film documentaire
- The Cove de Louie Psihoyos

### Meilleur film en langue étrangère
- Un prophète •  France  Italie